# شهرستان آنیوسکی
شهرستان آنیوسکی (به لاتین: Anivsky District) یک شهرستان در روسیه است که در استان ساخالین واقع شده‌است.